# 单伟建
单伟建（英語：Weijian Shan；1953年10月—）是现居香港的经济学家和风险资本家。他是香港私募基金太盟集团（PAG Group）的首席执行官和董事长。 在加入太盟集团之前，1993-1998年他曾担任TPG資本的高级合伙人和摩根大通的中国首席代表。

## 經歷
文革期間，单伟建在12歲面臨停學，並在15歲的1969年曾作為知青被送到內蒙古戈壁沙漠務農。在1975年，他回到北京在对外经贸学院英語系學習英語，並在其後作為文革後首批留學生被送到美國留學，並先後在旧金山大学取得工商管理碩士學位和在加利福尼亞大學柏克萊分校取得經濟學碩士，和經濟學博士學位。 曾任宾夕法尼亚大学沃顿商学院教授。早期还担任世界银行投资官员。 （页面存档备份，存于）

## 著作
他著有《走出戈壁：我的中国和美国故事》（Out of the Gobi: My Story of China and America），《金錢攻略：韓國第一銀行重生內幕》（中國大陆版书名《金钱博弈》）（Money Games：The Inside Story of How American Dealmakers Saved Korea's Most Iconic Bank）和《金錢風雲：一個絕處逢生的故事》（Money Machine：A Trailblazing American Venture in China）等。